# Vratnica
Vratnica (makedonska: Вратница) är en ort i Nordmakedonien. Den ligger i den nordvästra delen av landet, 30 kilometer nordväst om huvudstaden Skopje. Vratnica ligger 724 meter över havet och antalet invånare är 3 678.